# Calvia Crispinila
Calvia Crispinila  fue una cortesana romana, contemporánea de Nerón, que la distinguía con su amistad, porque le preparaba y organizaba las escandalosas orgías a la que tan aficionado era. Cuando Nerón se casó con el muchacho castrado Esporo en 67, él la convirtió en la "Señora de vestuario" de Esporo, epitropeia ten peri estheta.
Muerto aquel, pasó a África, según dice Dion, con objeto de sublevar a Macro para que vengase la muerte de Nerón. Condenada a muerte, logró salvarse gracias a sus habilidades y a su influencia con Otón, y después casó con un cónsul y acabó su vida respetada y considerada.